# ساماریم (۱۵۳Sm) لکسیدرونام
ساماریوم ( ۱۵۳Sm) لکسیدرونام  (با نام شیمیایی ساماریم-۱۵۳-اتیلن دی‌آمین تترامتیلن فسفات، به صورت مخفف ساماریم-۱۵۳ EDTMP، و با نام تجاری Quadramet) یک کمپلکس کی‌لیتی از رادیوایزوتوپ عنصر ساماریوم با EDTMP است. این دارو برای درمان درد هنگامی که سرطان به استخوان گسترش یافته است، استفاده می شود.
این ماده به داخل ورید تزریق می شود و در سراسر بدن توزیع می شود، و ترجیحاً در مناطقی جذب می شود که سرطان به استخوان حمله کرده است. رادیوایزوتوپ 153Sm، با نیمه عمر ۴۶٫۳ ساعت، با انتشار ذرات بتا (الکترون)، سلول‌های اطراف را از بین می برد. درد در اکثر افراد در هفته اول بهبود می یابد و اثرات آن می تواند چندین ماه طول بکشد. این ماده معمولاً در سرطان ریه، سرطان پروستات، سرطان پستان و استئوسارکوما استفاده می شود.

## عوارض جانبی
عوارض جانبی این دارو شامل موارد زیر است:
- مدفوع سیاه و قیری
- خون در ادرار و یا مدفوع
- سرفه، گرفتگی صدا
- تب/لرز
- کمردرد/پهلو درد
- ادرار مشکل یا دردناک
- لکه‌های قرمز کوچک روی پوست
- حالت تهوع، استفراغ

## تأمین و نگه‌داری دارو
ساماریوم لکسیدرونام به عنوان محلول منجمد برای استفاده داخل وریدی با فعالیت ۵±۵۰  میلی‌کوری/میلی لیتر و حداکثر انرژی پرتو بتا ۰٫۸۰۸ MeV عرضه می شود. به دلیل نیمه عمر کوتاه این رادیوایزوتوپ، دارو ۵۶ ساعت پس از زمان کالیبراسیون ذکر شده منقضی می شود.